# Herbert Bötticher
Herbert Bötticher (Hannover, 19 dicembre 1928 – Düsseldorf, 8 ottobre 2008) è stato un attore e regista tedesco.

## Biografia
Herbert Bötticher nasce da un Maestro di cappella ad Hannover e frequenta la Luther-Oberrealschule. Dopo la maturità dal 1948 al 1950 frequenta la Schauspielschule Hannover. Il primo ingaggio teatrale è del 1950 al Badisches Staatstheater Karlsruhe, dal 1954 recita al Theater Bielefeld, nel 1957 al Theater am Roßmarkt a Frankfurt am Main e nel 1958 al Komödie im Marquardt di Stoccarda. Negli stessi anni recita al Münchner Kammerspiele, dove rimane per dieci anni. Recita nel 1973 nel musical My Fair Lady alla Oper Frankfurt. Esercita anche come regista al Theater Koblenz, alla Komödie im Bayerischen Hof di Monaco e alla Hamburger Kammerspiele.
Dalla gioventù si cimenta anche nell'arte della magia.
Dal 1960 recita in film e serie televisive come Hamlet, Die zwölf Geschworenen o Biedermann und die Brandstifter, ma raggiunge notorietà nelle serie come L'ispettore Derrick o Hoopers letzte Jagd.
Da la voce anche come doppiatore e come lettore di opere audio (oltre 300).
Bötticher visse nel quartiere Schwabing a Monaco di Baviera. Sposato con l'attrice Doris Gallart, poi separato, muore nel 2008 a 79 anni d'età. È sepolto al Stadtfriedhof Lahe di Hannover. L'ultimo progetto teatrale fu il musical Gigi al Düsseldorfer Theater an der Kö.

## Filmografia
- 1961: Hamlet, Prinz von Dänemark
- 1962: Spielsalon
- 1962: Florence und der Zahnarzt
- 1963: Mirandolina
- 1963: Candida
- 1963: Die zwölf Geschworenen
- 1963: Zweierlei Maß
- 1963: Die sanfte Tour
- 1964: Hotel Iphigenie
- 1964: Gerechtigkeit in Worowogorsk
- 1964: Der Mann nebenan
- 1965: Glück in Frankreich
- 1965: Der müde Theodor
- 1966: Es funkeln die Sterne (Silvestergala)
- 1967: Blut floß auf Blendings Castle
- 1967: Biedermann und die Brandstifter
- 1967: Der Tod läuft hinterher
- 1967: Das Kriminalmuseum – Kaliber 9
- 1968: Morgens um sieben ist die Welt noch in Ordnung
- 1968: Heim und Herd
- 1968: Keine Angst vor der Hölle
- 1968: Die Ente klingelt um ½ 8
- 1968: Bengelchen liebt kreuz und quer
- 1969: Der Kommissar – Das Messer im Geldschrank
- 1969: Vom Teufel geholt
- 1969: Kim Philby war der dritte Mann
- 1969: Jacques Offenbach – Ein Lebensbild
- 1970: Mein Freund Harvey
- 1970: Die 13 Monate
- 1970: Der Kommissar – Messer im Rücken
- 1971: Glückspilze
- 1971: Geschäfte mit Plückhahn
- 1971: Die Frau ohne Kuß
- 1972: Tatort: Der Fall Geisterbahn
- 1972: Hoopers letzte Jagd
- 1972: Doppelspiel in Paris
- 1973: Die Kriminalerzählung
- 1973: Vom Hackepeter und der kalten Mamsell
- 1973: Traumstadt
- 1974: Silverson
- 1974: Tatort: Acht Jahre später
- 1974: L'ispettore Derrick: Waldweg
- 1975: Tatort: Mordgedanken
- 1975: Lina Braake oder Die Interessen der Bank können nicht die Interessen sein, die Lina Braake hat
- 1975: Depressionen
- 1975: Eine ganz gewöhnliche Geschichte
- 1976: Oblomows Liebe
- 1976: Vier gegen die Bank
- 1977: Ein Abend im Salon der Marie d’Agoult
- 1978: … von Herzen mit Schmerzen
- 1978: Liebling, ich bin da
- 1978: Ein Hut von ganz spezieller Art
- 1979: Wie erziehe ich meinen Vater?
- 1979: Zwei Mann um einen Herd
- 1980: Scheidung auf französisch
- 1980: Leute wie du und ich
- 1980: Die seltsamen Methoden des Franz Josef Wanninger
- 1981: Wer den Schaden hat
- 1981: Onkel & Co
- 1982: Behaltet Mut
- 1982: Die Krimistunde ("Übertriebene Neugier")
- 1983–1986: Ich heirate eine Familie
- 1984: Er-Goetz-liches
- 1984: Heute und damals
- 1985: Halbe Wahrheiten
- 1985: Geschichten aus der Heimat: Die Kastanie
- 1985: Schöne Ferien – Urlaubsgeschichten aus Portugal
- 1986: Detektivbüro Roth
- 1986: Zieh den Stecker raus, das Wasser kocht
- 1987: Die Krimistunde: "Die Konkurrenz")
- 1987: Derrick – Nachtstreife
- 1990: Edgar, Hüter der Moral
- 1990: Liebesgeschichten
- 1992: Lilli Lottofee
- 1993: Der Millionenerbe
- 2005: Prinz und Paparazzi
- 2008: Der Landarzt – Gute Geschäfte

## Audiolibri (parziale)
- 1966: Michael Innes: Es handelt sich um Kobolde, als Sir Richard Waterpool – Regie: Edmund Steinberger (BR)
- 1977: Don Haworth: An einem Tag im Sommer in einem Garten, als Jim, Onkel – Regie: Hans Rosenhauer (SR)